# Шлёмин, Иван Тимофеевич

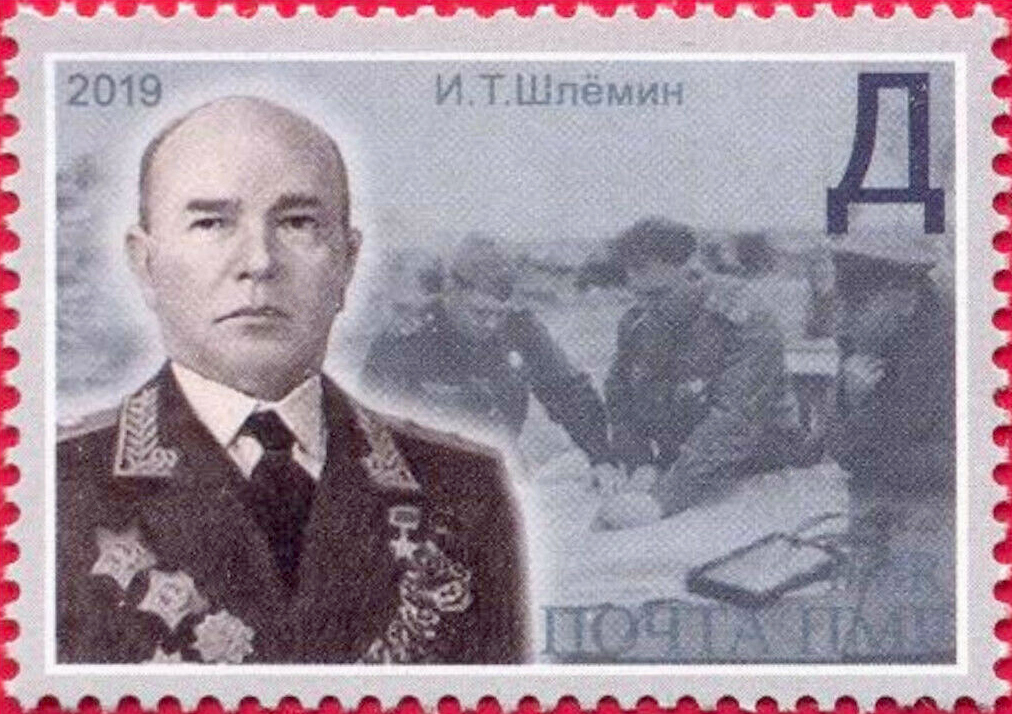
50 лет со дня памяти И. Т. Шлëмина, Почта Приднестровья, 2019

Иван Тимофеевич Шлёмин (9 (21) марта 1898, Труново, Тверская губерния — 10 января 1969, Москва) — советский военачальник, генерал-лейтенант. Герой Советского Союза (1945).

## Биография
Родился 21 марта 1898 года в деревне Труново (ныне Тверская область), в крестьянской семье. Русский по происхождению. Получил среднее образование. В 1917 году был призван в царскую армию, участвовал в Первой мировой войне, младший унтер-офицер.
С 1918 года служил в Красной Армии, в её составе сражался с войсками Юденича под Петроградом и на территории Эстонии, командир взвода. В 1920 году вступил в РКП(б). В том же году окончил 1-е Петроградские пехотные курсы, в 1921 году — Высшую стрелковую школу комсостава РККА «Выстрел», в 1925 году — Военную академию имени М. В. Фрунзе и в 1932 году — оперативный факультет этой же академии.
С апреля 1921 года служил в постоянном составе 74-х пехотных командных курсов, командовал взводом, а с июня 1921 года — ротой. В августе 1925 года занял должность начальника штаба 38-го стрелкового полка, в октябре 1926 назначен начальником оперативной части 13-й Дагестанской стрелковой дивизии.
В апреле 1930 года назначен начальником штаба 74-й Таманской стрелковой дивизии. С мая 1932 года работал в Штабе РККА, который в 1935 году был переименован в Генеральный штаб. Должности в Генштабе:
- 1930 год — начальник сектора;
- август 1932 года — начальник 6-го отдела в Оперативном управлении;
- 1935 год — начальник отделения в 1 отделе;
- май 1936 года — начальник учебного отдела Академии Генерального штаба РККА;

С декабря 1936 года — командир 201-го стрелкового полка. В ноябре 1937 года назначен начальником Академии Генерального штаба РККА,  одновременно назначен и главным редактором журнала «Военная мысль».
В июле 1940 года назначен начальником штаба 11-й армии в Прибалтийском Особом военном округе. В этой должности встретил Великую Отечественную войну.
В мае 1942 года назначен начальником штаба Северо-Западного фронта, а с ноября 1942 до 21 января 1943 года служил начальником штаба 1-й гвардейской армии на Юго-Западном фронте.
21 января 1943 года назначен командующим 5-й танковой армией Юго-Западного фронта. На этой должности особенно отличился в январе — феврале 1943 года при наступлении в Донбассе, когда его армия продвинулась на несколько сотен километров и освободила Морозовскую, Тацинскую, Каменск-Шахтинский и Красный Сулин. В марте ему было присвоено звание генерал-лейтенанта.
В апреле-мае 1943 года командовал 12-й армией на Юго-Западном фронте, в мае 1943 – мае 1944 года — 6-й армией на Юго-Западном и 3-м Украинском фронтах, с мая 1944 года до январь 1945 года — 46-й армией на 3-м и 2-м Украинском фронтах.
Войска под командованием генерал-лейтенанта Шлёмина принимали активное участие в Сталинградской битве, Донбасской, Никопольско-Криворожской, Березнеговато-Снигирёвской, Одесской, Ясско-Кишинёвской, Белградской, Дебреценской и Будапештской операциях. Подчинённые ему части 15 раз отмечались в приказах Верховного Главнокомандующего.
За умелое управление войсками и проявленные при этом героизм и мужество Указом Президиума Верховного Совета СССР от 1 июля 1945 года генерал-лейтенанту Ивану Тимофеевичу Шлёмину было присвоено звание Героя Советского Союза с вручением ордена Ленина и медали «Золотая Звезда».
После войны был назначен начальником штаба Южной группы войск СССР, в этой должности пробыл до апреля 1948 года, когда был назначен заместителем начальника Главного штаба Сухопутных войск и получил должность начальника оперативного управления.
В 1954–1962 годах работал старшим преподавателем и заместителем начальника кафедры Высшей военной академии им. Ворошилова (переименованной в Военную академию Генерального штаба).
После увольнения в запас (1962 г.) жил в Москве. Умер 10 января 1969 года и был похоронен на Новодевичьем кладбище (участок № 5).

Могила Шлёмина на Новодевичьем кладбище Москвы

## Воинские звания
- полковник — 29 ноября 1935
- комбриг — 2 ноября 1937
- комдив — 2 апреля 1940
- генерал-майор — 4 июля 1940
- генерал-лейтенант — 19 марта 1943

## Награды
- Медаль «Золотая Звезда» Героя Советского Союза
- три ордена Ленина (13.09.1944, 19.09.1944, 13.04.1945)
- четыре ордена Красного Знамени (1920, 3.05.1942, 3.06.1944, 20.06.1949)
- два ордена Суворова 1-й степени (14.02.1943, 28.04.1945)
- орден Кутузова 1-й степени (25.10.1943)
- орден Богдана Хмельницкого 1-й степени (19.03.1944)
- медали[1].